# Брэдфорд, Уильям (серийный убийца)
Уи́льям Ри́чард Брэ́дфорд (англ. William Richard Bradford, 18 мая 1946 — 10 марта 2008) — американский серийный убийца и бывший фотограф-любитель, убивший летом 1984 года не менее двух девушек в штате Калифорния. Брэдфорд представлялся фотографом модельного агентства и заманивал своих жертв участием в съемках. После его ареста, во время обыска его апартаментов было найдено несколько сотен фотографий 50 девушек и женщин, чья судьба была неизвестной и которые по версии следствия могли быть потенциальными жертвами Брэдфорда.
Свою вину Брэдфорд не признал, но заявил, что причастен ко многим случаям исчезновений женщин. Он отказался сотрудничать со следствием, придерживаясь принципа презумпции невиновности, вследствие чего истинный масштаб преступлений Уильяма Брэдфорда так и остался неизвестен.

## Ранние годы
О ранних годах жизни Брэдфорда известно мало. Известно, что Уильям Ричард Брэдфорд родился в 1946 году. С юношеских лет Брэдфорд увлёкся фотографией и с середины 1960-х работал фотографом. В разные годы Уильям проживал на территории таких штатов как Калифорния, Орегон, Иллинойс, Мичиган, Флорида, Техас, Канзас, Луизиана. Большую часть времени Уильям Брэдфорд провёл на территории штата Калифорния, где неоднократно привлекался к уголовной ответственности за совершение различных правонарушений.

## Ранняя криминальная деятельность
В 1960-х Брэдфорд несколько раз привлекался к уголовной ответственности за угон автомобиля. После чего стал совершать преступления на сексуальной почве. В 1971 году он несколько раз был обвинён в непристойном поведении по отношению к несовершеннолетним. В мае 1972 года Брэдфорд был обвинен в попытке изнасилования 17-летней Шерил Ф., совершённого в западном районе Лос-Анджелеса, но осуждён не был, так как урегулировал дело с потерпевшей в досудебном порядке.
В середине 1970-х Уильям познакомился с 15-летней Синди Ф. в городе Калвер-Сити, которая впоследствии забеременела и 2 сентября 1976 года родила Брэдфорду сына. После рождения ребёнка Брэдфорд стал проявлять деструктивное поведение и агрессию по отношению к жене и сыну, после чего девушка сбежала с ребенком на территорию штата Мичиган. В декабре 1977 года девушка родила ребёнка от другого мужчины, после чего Брэдфорд, разыскав девушку, снова стал подвергать её физическому насилию, вследствие чего у него случился конфликт с родителями девушки и он столкнулся с обвинениями в домашнем насилии. Брэдфорд был осуждён и некоторое время провёл в окружной тюрьме. Жена Уильяма Синди Ф. после нанесённых побоев приобрела частичную слепоту на один глаз и частично оглохла.
После освобождения Брэдфорд переехал на территорию штата Флорида, где в июне 1980 года в городе Найсвилль совершил нападение на 21-летнюю Эллен Ф., в ходе которого избил и изнасиловал девушку. Брэдфорду было выдвинуто обвинение в изнасиловании и посягательстве на жизнь человека, но вскоре обвинения были сняты, после того как жертва преступления отозвала своё заявление из полиции. Осенью 1982 года Брэдфорд был задержан по подозрению в убийстве 23-летнего гомосексуала Миши Стюарта, который пропал без вести 8 октября 1982 года после посещения одного из гей-баров в городе Санта-Моника и тело которого было найдено утром следующего дня возле бара Tennessee Savings Beer Co., который часто посещал Брэдфорд. Исходя из показаний свидетелей, которые заявили, что перед своей гибелью погибший покинул заведение в сопровождении человека по имени Билл, Брэдфорд был доставлен в полицейский участок и подвергнут допросу, но из-за недостатка доказательств его были вынуждены отпустить, никаких обвинений в конечном счёте ему предъявлено не было.

## Убийство Шэри Миллер и Трэйси Кэмпбелл
В конце июня 1984 года Брэдфорд познакомился с 21-летней Шэри Миллер. Представившись фотографом модельного агентства, Уильям заманил девушку в пустыню Мохаве, где 4 июля 1984 года после фотосессии задушил девушку и произвёл над её трупом постмортальные манипуляции. Тело девушки было обнаружено 6 июля на бульваре Пико в западном районе Лос-Анджелеса. Автомобиль жертвы был обнаружен 8 июля в двух кварталах от дома, где проживал Брэдфорд.
В ходе предварительного расследования выяснилось, что в начале июня 1984 года Брэдфорд познакомился с 15-летней Трэйси Кэмпбелл, которая была соседкой Миллер. 12 июля 1984 года Брэдфорд явился в дом Кэмпбелл и предложил ей провести фотосессию в пустынной местности, после чего девушка пропала без вести. Члены семьи Трэйси Кэмпбелл заявили в полицию о её исчезновении и идентифицировали Брэдфорда как человека, с которым пропавшая без вести коммуникатировала перед своим исчезновением, в связи с чем 16 июля Уильям Брэдфорд был задержан и в очередной раз был подвергнут допросу. В ходе осмотра его апартаментов и обыска его автомобиля были найдены фотографии Шэри Миллер, а также ряд предметов, связывающих его с убийством девушки.
В начале августа один из друзей обвиняемого по имени Ник Клос заявил, что одним из любимых мест Брэдфорда была пустынная местность, находящаяся в 28 километрах от города Ланкастер, где 11 июля 1984 года было обнаружено тело Трэйси Кэмпбелл. В ходе фототехнической экспертизы по характерным скальным образованиям на заднем плане фотографии было установлено, что тело Кэмпбелл было обнаружено примерно в 130 метрах от места, где была запечатлена погибшая Шэри Миллер на одной из фотографий, которые были изъяты у обвиняемого, в связи с чем 16 августа 1984 года Уильям Брэдфорд был арестован и ему были предъявлены обвинения в убийстве Миллер и Кэмпбелл.

## Суд
Судебное разбирательство в отношении Уильяма Брэдфорда продолжалось более 3 лет, в течение которых прокуратура собирала доказательную базу на обвиняемого. В ходе расследования не было обнаружено никаких улик, изобличающих Брэдфорда в совершении убийств, таких как наличие отпечатков пальцев, пятен крови, образцов волос и ворсовых покрытий, орудий убийств. Основанием для обвинения Брэдфорда послужили косвенные улики, показания родственников жертв, фотографии убитых девушек, найденные в апартаментах подсудимого, а также отсутствие алиби.
Кроме этого, на предварительных судебных слушаниях выступили около 30 свидетелей обвинения, которые заявили, что в разные годы подверглись нападению со стороны Брэдфорда и сексуальному надругательству. Эти весьма косвенные доказательства послужили обоснованием для предъявления обвинения в суде в июне 1987 года и в декабре 1987 года он был признан виновным в совершении убийств. На основании вердикта присяжных заседателей суд приговорил его к смертной казни в 1988 году. Несмотря на то, что существовала вероятность судебной ошибки, у Брэдфорда произошел конфликт с представителями своей защиты и он отказался от сотрудничества с ними, ссылаясь на их некомпетентность, его действия приобрели признаки неорганизованности.
Уильям Брэдфорд не признал себя виновным, но заявил, что причастен ко многим случаям исчезновений женщин, заявив незадолго до вынесения приговора председателю жюри присяжных заседателей примерно следующее: «Подумай о том, о скольких ты даже не знаешь. Ты так прав. Вот так».

## В заключении
Все последующие годы жизни Брэдфорд находился в камере смертников тюрьмы Сан-Квентин, ожидая исполнения своего приговора. В 1997 году его смертный приговор был подтверждён Верховным судом штата Калифорния, после чего казнь была назначена на 18 августа 1998 года. Незадолго до этого осуждённый заявил о нежелании подавать апелляцию с целью назначения нового судебного разбирательства и перенесении даты казни, в связи с чем вступил в конфликт со своими адвокатами, которые подали ходатайство о проведении судебно-медицинской экспертизы с целью выявления признаков психических отклонений у своего подзащитного.
Своё желание Брэдфорд мотивировал очень высоким периодом ожидания между вынесением приговора и его приведением в исполнение и тяжёлыми условиями содержания в камере смертников, но за несколько дней до запланированной даты казни он передумал, связался со своими адвокатами, которые успешно подали ряд ходатайств, апелляционный документ и впоследствии подали апелляцию на отмену смертного приговора.
Во время его заключения Департаментом полиции Лос-Анджелеса были опубликованы фотографии 50 неопознанных женщин с целью их идентификации. Фотографии были найдены в апартаментах Брэдфорда после его ареста в 1984 году, и по мнению прокуратуры могли быть потенциальными жертвами убийцы. Одна из женщин на фотографиях вскоре была опознана как 31-летняя Доннали Кэмпбелл Дюамель, чьё обезглавленное тело было найдено в каньоне Малибу в 1978 году, спустя несколько дней после знакомства с Брэдфордом в одном из баров.
Вскоре были установлены личности ещё двух девушек, как было установлено, одна из них погибла в результате жестокого убийства в 1980 году, характер которого имел схожесть с убийствами, за совершение которых был осуждён Брэдфорд. Вторая пропала без вести в конце 1970-х, её местонахождение за прошедшие десятилетия так и не было выяснено. В течение нескольких недель выяснилась судьба ещё 28 женщин, узнавших себя на фото, которые связались с Департаментом полиции. В конечном итоге из списка были исключены большинство девушек и женщин, кроме 14, которые в разные годы были найдены убитыми, пропали без вести и чья дальнейшая судьба была неизвестной. Сам Уильям Брэдфорд в начале 2008 года признал факт знакомства с некоторыми девушками из списка, о местонахождении которых было ничего не известно.

## Смерть
Уильям Брэдфорд умер 10 марта 2008 года в тюремном госпитале «California Medical Facility» в городе Вакавилл от осложнений рака.